# Reprise Musical Repertory Theatre
Reprise Musical Repertory Theatre – zbiór czterech płyt winylowych zawierający utwory wykonane przez najpopularniejszych wykonawców XX wieku. Są to m.in. Bing Crosby, Dean Martin, Frank Sinatra, Sammy Davis Jr., Rosemary Clooney, Dinah Shore, Debbie Reynolds. Został nagrany w Los Angeles i wydany w 1963 roku. Wszystkie albumy zostały ponownie wydane w 2000 roku.

## Albumy
Cztery albumy zawierają utwory z czterech popularnych musicali, takich jak: Finian's Rainbow (1947), Kiss Me, Kate (1948), South Pacific (1949) oraz Guys and Dolls (1950).
| Album | Wykonawcy |
| --- | --- |
| Wszystkie teksty napisał Yip Harburg, a całą muzykę skomponował Burton Lane. 1. „Overture” 2. „This Time of the Year” 3. „How Are Things in Glocca Morra?” 4. „If This Isn't Love” 5. „Look to the Rainbow” 6. „Something Sort of Grandish” 7. „Old Devil Moon” 8. „Necessity” 9. „When I'm Not Near the Girl I Love” 10. „When the Idle Poor Become the Idle Rich” 11. „The Begat” 12. „How Are Things in Glocca Morra?” 13. „The Great Come-And-Get It Day”                                                                                             | The Hi-Lo's (2, 4), Rosemary Clooney (3, 5), Dean Martin (4), Bing Crosby (6), Debbie Reynolds (6), Frank Sinatra (7, 9), Sammy Davis Jr. (8, 13), Lou Monte (10), Mary Kaye Trio (10), The McGuire Sisters (11), Clark Dennis (12)    |
| Wszystkie utwory zostały napisane przez Cole'a Portera. 1. „Overture” 2. „Another Op'nin', Another Show” 3. „Why Can't You Behave?” 4. „We Open in Venice” 5. „So in Love” 6. „I Hate Men” 7. „Too Darn Hot” 8. „Were Thine That Special Face” 9. „Where Is the Life That Late I Led?” 10. „Wunderbar” 11. „Always True to You in My Fashion” 12. „Bianca” 13. „So in Love” | The Hi-Lo's (2), Jo Stafford (3), Dean Martin (4, 12), Frank Sinatra (4, 13), Sammy Davis Jr.(4, 7), Johnny Prophet (5, 8, 10), Phyllis McGuire (6), Lou Monte (9), Dinah Shore (10), Keely Smith (11, 13)                             |
| Wszystkie teksty napisał Oscar Hammerstein II, a całą muzykę skomponował Richard Rodgers. 1. „Overture” 2. „Dites-Moi” 3. „A Cockeyed Optimist” 4. „Twin Soliloquies” 5. „Some Enchanted Evening” 6. „(I'm in Love with) a Wonderful Guy” 7. „Younger Than Springtime” 8. „Bali Ha'i” 9. „There Is Nothing Like a Dame” 10. „I'm Gonna Wash That Man Right Outa My Hair” 11. „Bloody Mary” 12. „Happy Talk” 13. „Younger Than Springtime” 14. „This Nearly Was Mine” 15. „Honey Bun” 16. „You've Got to Be Carefully Taught” 17. „Some Enchanted Evening” | The McGuire Sisters (2), Jo Stafford (3, 8), Frank Sinatra (4, 5, 14, 17), Keely Smith (4, 6), Bing Crosby (7), Sammy Davis Jr. (9, 16), Dinah Shore (10, 15), The Hi-Lo's (11, 13), Debbie Reynolds (12), Rosemary Clooney (17)       |
| Wszystkie utwory zostały napisane przez Franka Loessera. 1. „Overture” 2. „Fugue for Tinhorns” 3. „I'll Know” 4. „The Oldest Established (Permanent Floating Crap Game in New York)” 5. „A Bushel and a Peck” 6. „Guys and Dolls” 7. „If I Were a Bell” 8. „I've Never Been in Love Before” 9. „Take Back Your Mink” 10. „More I Cannot Wish You” 11. „Adelaide's Lament” 12. „Luck Be a Lady” 13. „Sue Me” 14. „Sit Down, You're Rockin' the Boat” 15. „Guys and Dolls”                                                                                  | Bing Crosby (2, 4), Dean Martin (2, 4, 6, 15), Frank Sinatra (2, 4, 6, 8, 12, 15), Jo Stafford (3), The McGuire Sisters (5), Dinah Shore (7), Debbie Reynolds (9, 11, 13), Clark Dennis (10), Allan Sherman (13), Sammy Davis Jr. (14) |